# Timón (dispositivo)

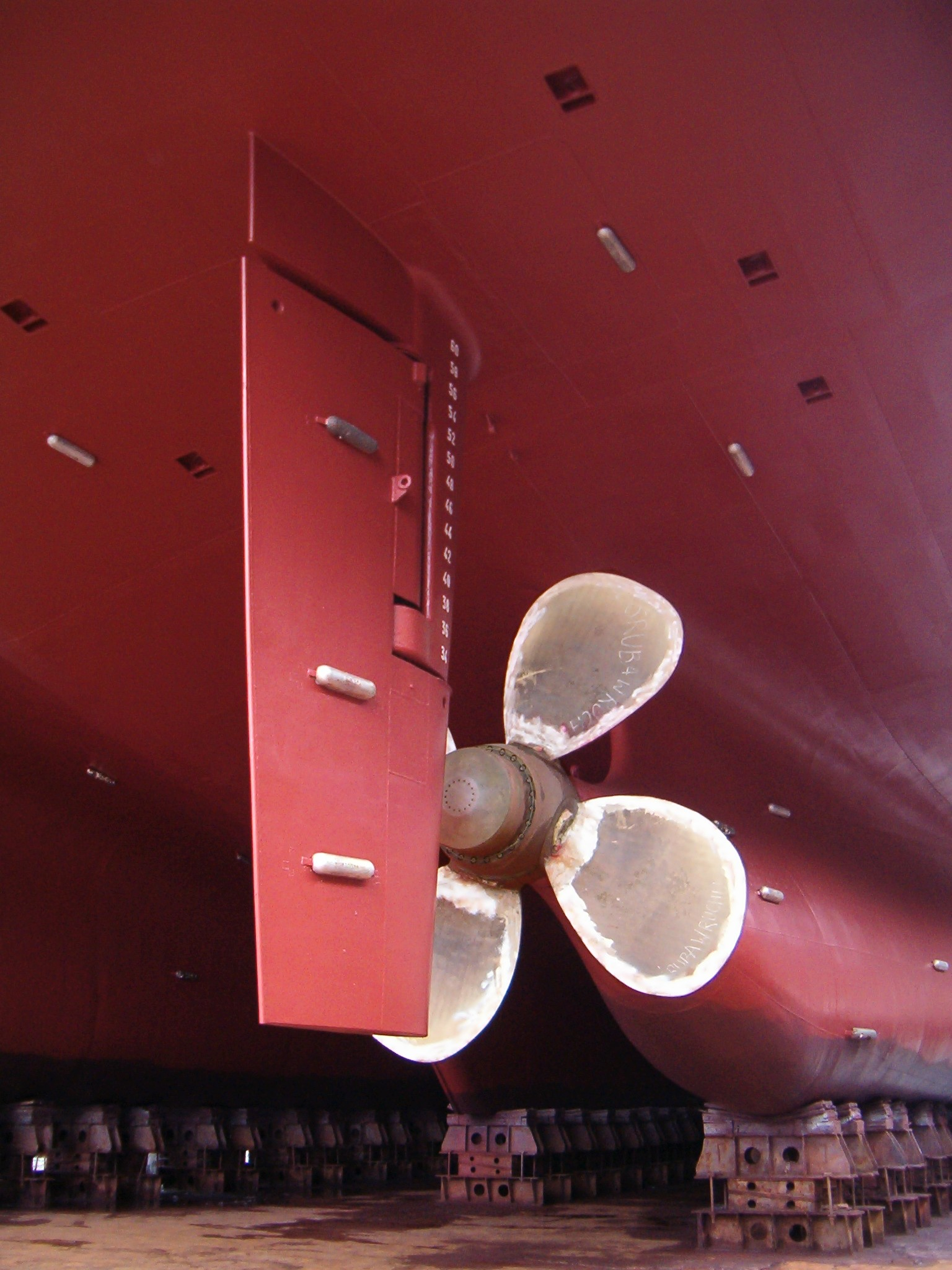
Timón semisuspendido, semicompensado, pintado del mismo color que el casco.

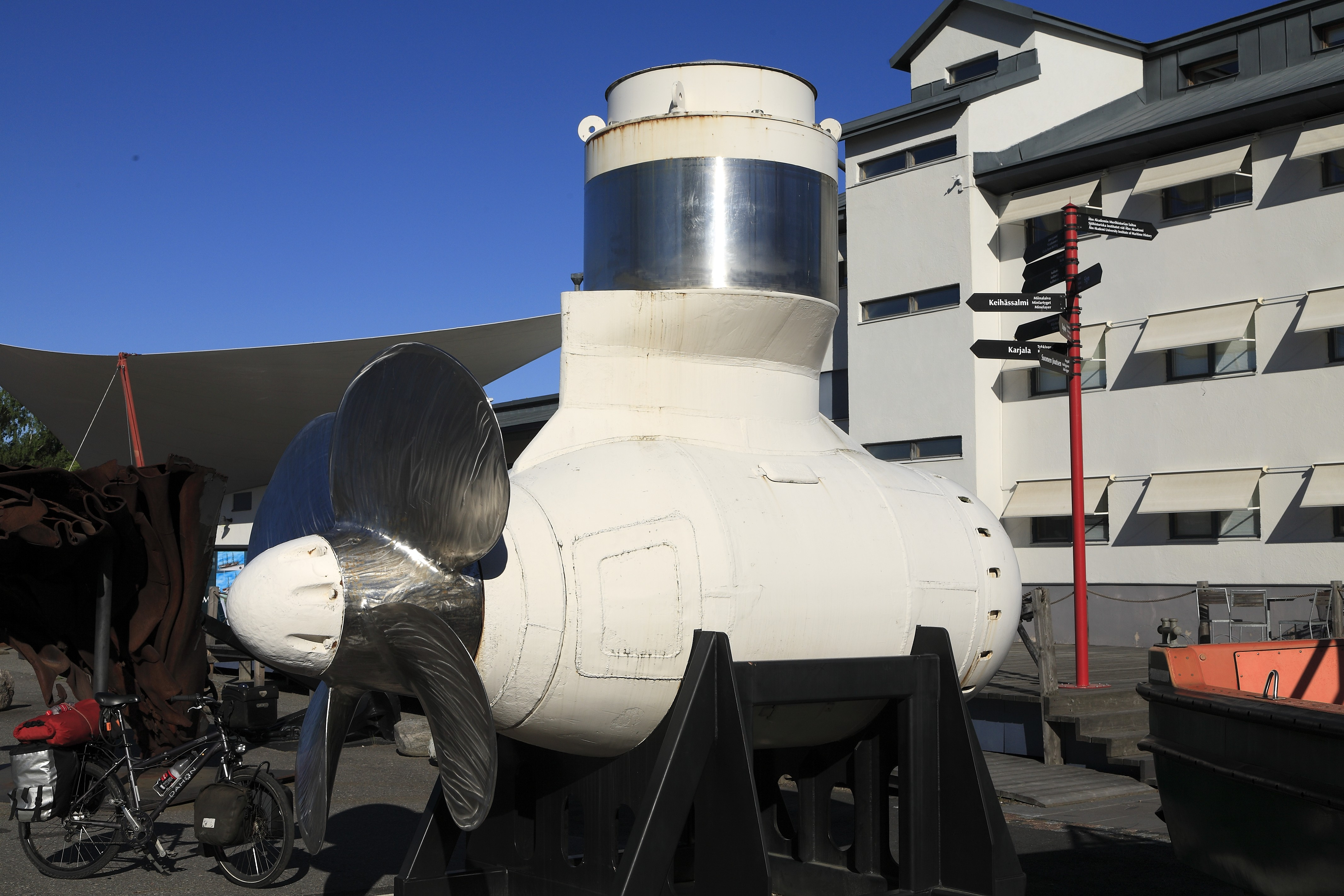
Propulsor azimutal de 360°, este moderno invento reemplaza la pala tradicional como timón.

El timón o gobernalle es el dispositivo utilizado para maniobrar un medio de transporte que se mueva a través de un fluido (como un buque, avión, submarino, etc.). (fr. Gouvernail; ing. Rudder; port. Leme). El timón funciona oponiendo resistencia lateral contra el fluido , produciendo una caída de la embarcación a una u otra banda teniendo como efecto el cambio de rumbo o en su defecto, venciendo la resistencia ofrecida por la presión del fluido que actúa sobre el centro de gravedad del medio de transporte para dar una derrota constante o rumbo sostenido.

## Descripción
Pieza metálica circular que, unida a un sistema mecánico o hidráulico, transmite sus movimientos al timón y nos permite gobernar el barco.
Los movimientos de la rueda, al contrario de lo que sucede con la caña, van acompasados con la dirección que adopta el barco. Si giramos la rueda a la derecha, el barco se dirige a la derecha (estribor), y si giramos la rueda a la izquierda, el barco se dirige a la izquierda (babor).
Se define como ángulo de pala o ángulo de incidencia el formado por la pala del timón y el plano de crujía. En las embarcaciones sencillas, se puede unir una caña —básicamente que actúa como un brazo de palanca— a la parte superior del timón para que el timonel pueda dirigirlo.
En los buques, se utilizan  cables mangueras y un sistema hidráulico para conectar entre sí timones de dirección a las ruedas. En buques también se encuentran poleas o sistemas hidráulicos para conectar el timón a la rueda de dirección.
En la disposición típica de los aviones, los timones se accionan por pedales a través de sistemas mecánicos o hidráulicos.

## Detalles técnicos

Principales partes de una embarcación de vela.
1 - vela mayor 2 - foque 3 - spinnaker 4 - casco 5 - quilla (en la imagen, una orza) 6 - timón 7 - skeg o alerón 8 - mástil 9 - cruceta 10 - obenque 11 - escota de mayor 12 - botavara 13 - mástil 14 - tangón 15 - backstay 16 - estay de proa 17 - contra

Los timones de barco pueden ser laterales o bien situarse a bordo. Los timones laterales se colocan en la popa o tragaluz. Los timones a bordo se cuelgan de la quilla o skeg y, por tanto, se encuentran completamente sumergidos bajo el casco, conectado al mecanismo de dirección del puesto de timón a través del casco a nivel de cubierta, a menudo situado en una cabina.
Algunos marineros uso timón y posterior colocación de mástil para definir la diferencia entre un ketch y un yawl, similar mástiles de dos buques. Yawls se definen como el mástil abaft mizzen (es decir, "de popa") el timón puesto; ketches se definen como la mizzen mástil delante del puesto de timón.
Los pequeños timones del barco que puede ser dirigido más o menos perpendicular al casco del eje longitudinal de manera eficaz los frenos cuando envía "más duro". Sin embargo, términos como "más duro", "difícil de estribor", etc significan un máximo del tipo de giro para los buques más grandes.

## Tipos de timón
- Timón de codaste (Timón soportado): es aquel que está apoyado por la mecha en la parte superior y por el tintero conectado al codaste en la parte inferior.
- Timón de espadilla: es el tipo de timón que está soportado solo por la mecha.
- Timón horn (Timón semicompensado):
- Timón aeronáutico: Es el dispositivo de deriva aplicado a la aeronáutica.
- Propulsor azimutal: Es un propulsor rotatorio orientable que reemplaza al timón, muy usado en embarcaciones del siglo XXI.

## Historia del timón
Generalmente, el timón es "parte del aparato de dirección de un bote o barco que esta sujeto afuera del casco", esto denota todos los diferentes tipos de remos, paletas y timones.
Más específicamente, los sistemas de dirección de embarcaciones antiguas pueden ser clasificados en Timones laterales y Timones montados a popa, dependiendo de su localización en la embarcación. Un tercer término, el Timón de espadilla, puede denotar ambos tipos. En el contexto mediterráneo, los Timones laterales son llamados más específicamente Timón de aleta (ing. quarter rudders), ya que el término anterior designa más exactamente el lugar donde va montado el Timón. Los Timones montados en popa son uniformemente suspendidos en la parte de atrás de la embarcación en una posición central.
Aunque algunos clasifican al Timón de espadilla como Timón, otros argumentan que los Timones de espadilla en el Egipto y Roma antiguos no eran timones verdaderos y definen solo a los Timones montados en popa utilizados en la antigua China dela época Han como timón verdadero.

El Timón de espadilla tiene la capacidad para interferir con el manejo de las velas (limitando cualquier potencial de viajes oceánicos largos) mientras se ajustaba más a embarcaciones pequeñas en transporte estrecho de aguas rápidas, el timón no perturba el manejo de las velas, toma menos energía para operarlo por parte del timonel, fue mejor ajustado para embarcaciones grandes en viajes oceánicos, y apareció por primera vez en la antigua China durante el I d. C. En consideración de los antiguos fenicios (1550-300 a. C.) el uso del Timón de espadilla sin timón en el Mediterráneo, Leo Block (2003) escribió:
"Una vela simple trata de virar una embarcación en una dirección contra el viento o a favor del viento, y se requería la acción del timón para dirigir un curso recto. En ese tiempo, era utilizado un Timón de espadilla, ya que aun no había sido inventado el Timón. Con una vela simple, se requería un movimiento frecuente del Timón de espadilla para dirigir un curso recto, esto desaceleraba la embarcación, ya que una corrección de curso de Timón de espadilla (o Timón) actuaba como freno. La segunda vela, localizada hacia adelante, podía ser cortada para proyectar la tendencia de la vela principal y minimizar la necesidad de corrección de curso por el Timón de espadilla, el cual podría tener una mejora substancial del desempeño de la vela".
El Timón de espadilla o tabla de dirección es un remo sobredimensionado o tabla para controlar la dirección de un barco u otra embarcación, y es anterior a la invención del Timón. Está colocado, normalmente, al lado de estribor en embarcaciones grandes, aunque en pequeñas, raramente, se colocaba.

### Timón de espadilla / Sistema

#### Egipto Antiguo

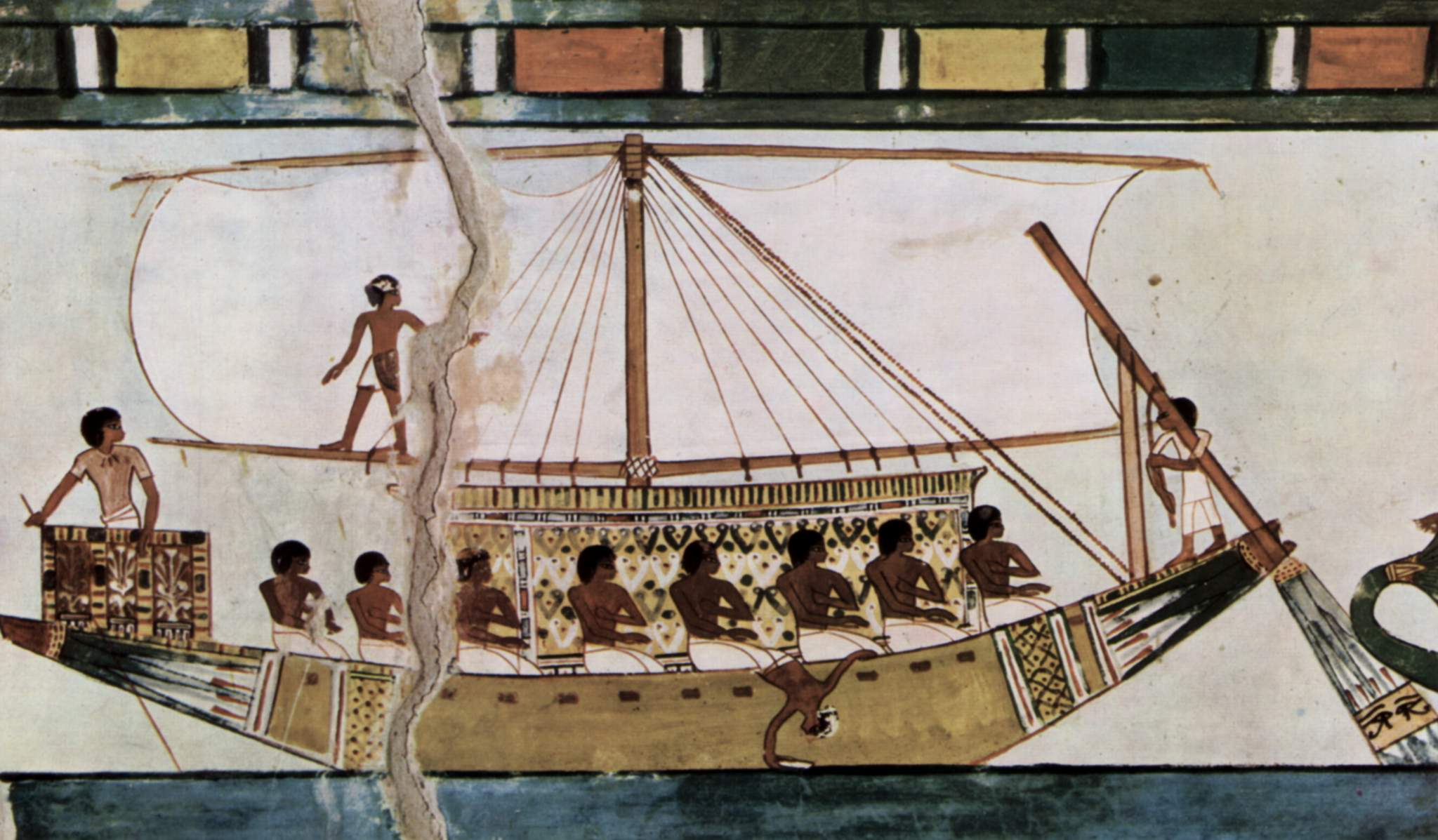
Un barco egipcio de remos con timón de dirección representado en los murales de la Tumba de Menna (c. 1422-1411 a. C.).

Los remos para remar fuera de para dirección (Timones de espadilla) aparecieron en grandes embarcaciones egipcias mucho antes que los tiempos de Menes (3100 a. C.). En el Antiguo Reino (2686-2134 a. C.) son encontrados tanto como cinco Timones de espadilla a cada lado de botes de pasajeros.
La Caña del timón, al principio era un pequeño pin que corría a través del soporte de dirección, esto puede ser rastreado a la quinta dinastía (2504-2347 a. C.). Ambas la Caña del timón y la introducción de un poste de dirección en la parte de atrás redujeron el número usual de Timones de espadilla necesarios a cada lado.

Se pueden ver Timones de espadilla a popa simples en un número de modelos en tumbas de ese tiempo. Particularmente, durante el Reino Medio hay relieves en tumbas que los sugieren, empleados comúnmente en la navegación del Nilo. La primera referencia literaria apareció en los trabajos literarios del historiador griego Heródoto (484-424 a. C.), quien había pasado varios meses en Egipto:
"Hicieron el timón, y esto es empuje a través de la quilla", probablemente, quería decir, el soporte al final de la quilla.

#### Persia Antigua
En Irán, remos montados al lado del barco para dirección están documentados desde el tercer milenio a. C. en trabajos artísticos, modelos de madera, y aún en restos de botes.

#### Roma Antigua
La navegación romana utilizaba sexillie quarter de Timón de espadilla, el cual en el Mediterráneo paso a través de un largo período de constante refinamiento y mejora, así que para los tiempos romanos, las embarcaciones antiguas alcanzaron tamaños extraordinarios. La resistencia de los Timones de espadilla estaba en su combinación de efectividad, adaptabilidad y simpleza. El sistema romano de montaje quarter Timón de espadilla sobrevivió en su mayoría intacto a través del período medieval.
Para la primera mitad del siglo I d. C., los sistemas de Timones de espadilla a popa eran bastante comunes en los ríos romanos y puertos este tipo de naves, tal como se muestran relieves y hallazgos arqueológicos (Zwanmmderdam, Woerden 7). Una placa de tumba de la era de Adriano, muestra un barco remolcador de puerto en Ostia con un gran remo puesto a popa para un mejor apalancamiento. El barco estaba provisto de un bauprés, sumando a la movilidad de la embarcación de puerto. Más allá romano uso de Timones de espadilla a popa incluían barcazas bajo remolque, embarcaciones de transporte para barriles de vino, y diferentes tipos de barco. También, el bien conocido hallazgo Zwammerdam, una gran barcaza de río en la desembocadura del río Rin, estaba provisto de un gran sistema de dirección puesto a popa. De acuerdo a una nueva investigación, los avanzados barcos Nemi, los palacios barcaza del emperador Caligula (37-41 d. C.), varios tenían timones de 14 metros de longitud.

### Timón de Codaste (Timón)
Es el timón tradicional colocado en el eje de crujía, adosado al codaste de la embarcación.

#### China Antigua
La representación conocida más antigua del mundo de un Timón de codaste puede verse en un modelo de cerámica de un junco chino datado al I d. C., correspondiendo a la Dinastía Han (202 a. C.-220 d. C.), antecediendo su aparición en Occidente por un milenio de años.
En China, modelos de miniatura de embarcaciones con Timones de espadilla han sido datados al período de los Estados Guerreros (c. 475-221 a. C.). Los Timones de codaste empezaron a aparecer en modelos de barcos chinos comenzando en el I d. C. No obstante, los chinos continuaron utilizando los Timones de espadilla tiempo después de que inventaron el Timón, ya que el Timón de espadilla aún tenía uso práctico limitado para viaje de río rápido del interior. Una de las más viejas ilustraciones de un Timón de codaste en China puede ser visto en un modelo de cerámica de una tumba de 2 pies de largo de un junco datado del I d. C., durante la dinastía Han (202 a. C.-220 d. C.). Fue descubierto en cercanías de la sureña ciudad china de Cantón (Guangzhou) durante una excavación arqueológica llevada a cabo por el Museo Provincial de la provincia de Guangdong y la Academia Sínica de Taiwán en 1958. Décadas después, varios otros modelos de embarcaciones con Timón de la dinastía Han, han sido encontrados en excavaciones arqueológicas. La primera referencia escrita sólida del uso de un Timón sin Timón de espadilla data del V siglo.
Los Timones chinos estaban sujetos al casco por medio de mandíbulas o cubos (ing. Sockets), mientras que normalmente los más grandes eran suspendidos desde arriba por medio de un sistema de aparejo, así que podían ser levantados o bajados al agua. También, algunos Juncos incorporaban Timones (Timones horadados en grilla de agujeros, supuestamente, permitían un mejor control). Descripciones detalladas de Juncos chinos de la Edad Media son conocidos por varios viajeros a China, tales como Ibn Battuta de Tánger, Marruecos y Marco Polo de Venecia, Italia. El último enciclopedista chino Song Yingxing (1587-1666) y el viajero europeo del siglo XVII, Louis Lecomte escribieron con entusiasmo y admiración acerca del diseño del Junco y su uso del Timón.
Paul Johnstone y Sean McGrail establecieron que los chinos inventaron el Timón de codaste "central, vertical y axial", y que tal tipo de Timón precedió al Timón de Macho y Hembra (ing. Pintle and Gudgeon) encontrado en Occidente por al menos un milenio.

#### Medio Oriente Medieval
Embarcaciones árabes utilizaron un Timón de codaste. En sus embarcaciones "el Timón controlado por dos líneas, cada una fija a una pieza cruzada montada en la cabeza del Timón perpendicular al plano de la pala del timón." Las primeras evidencias vienen del Ahsan al-Taqasim fi Marifat al-Aqalim ("La mejor división para la clasificación de regiones") escrito por al-Muqaddasi en 985:
El capitán desde el Carajo cuidadosamente observa el mar. Cuando una roca es espiada, el grita: Babor" Dos jóvenes, apostados ahí, replicaron el grito. El Timonel con dos cabos en sus manos, cuando escucha el grito, hala uno o el otro a la derecha o izquierda. Si no es tomado gran cuidado, la embarcación golpeara las rocas y se hundirá.

#### Europa Medieval

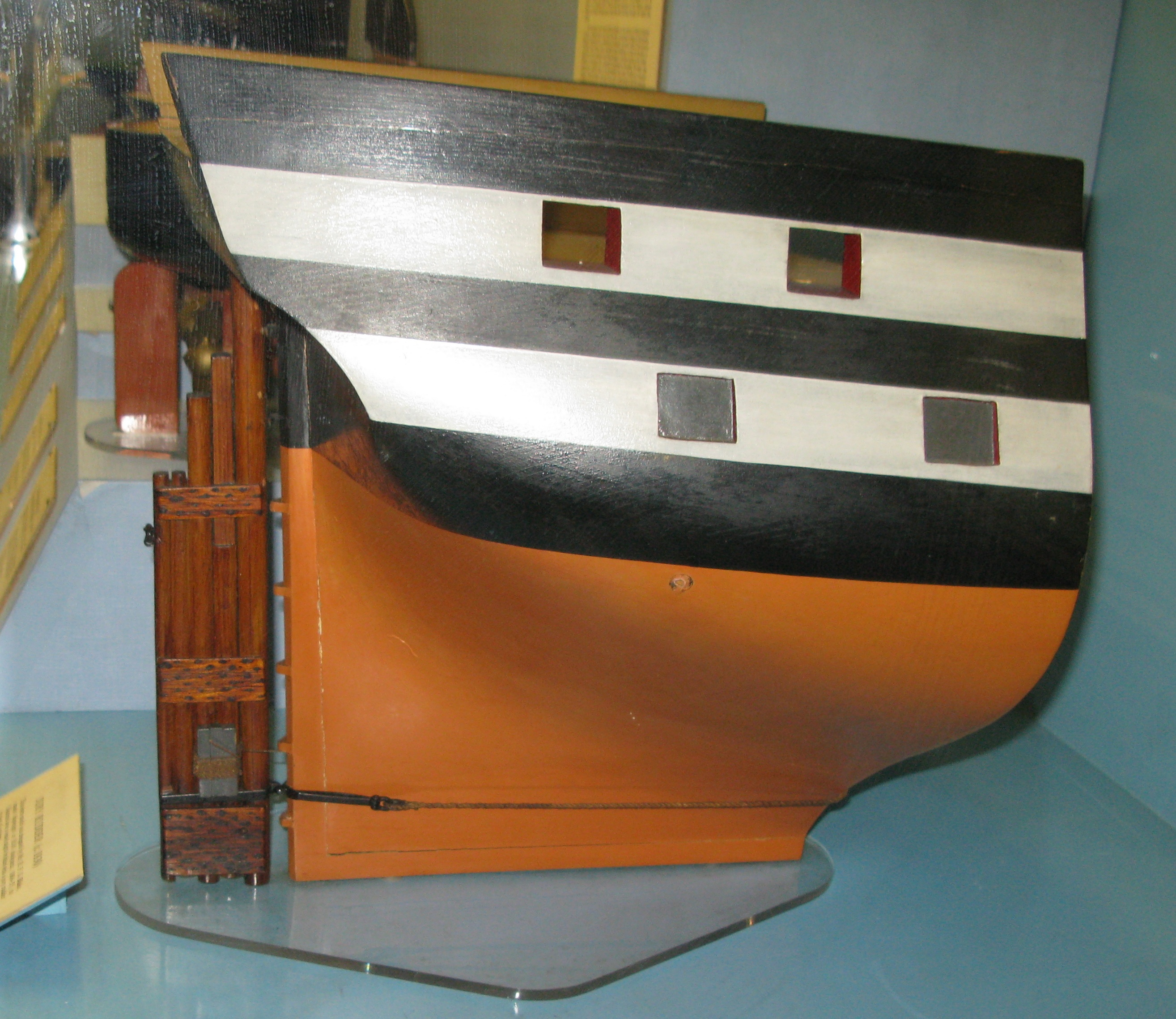
Timón de codaste en una embarcación del siglo XVII.

Esquema de un timón de codaste medieval. 1: timón; 2: macho; 3: hembra; 4: codaste; 5: casco

Los remos montados en el costado de embarcaciones evolucionaron hasta convertirse en Timón de espadilla en aleta, el cual fue utilizado desde la antigüedad hasta el final de la Edad Media en Europa. A medida que el tamaño de las embarcaciones y la altura de los francobordos aumentó, el Timón de espadilla en aleta llegó a ser pesado y fue reemplazado por Timones más robustos con adjuntos Macho y Hembra (ing. Pintle and Gudgeon). Mientras, en Europa fueron encontrados Timones de espadilla en una gran variedad de embarcaciones desde tiempos romanos, incluyendo galeras de guerra livianas en el Mediterráneo, la más vieja representación de un Timón de macho y hembra puede ser encontrada en relieves de iglesia de Zedelgem y Winchester, datados alrededor de 1180.
Mientras que Timones tempranos fueron montados en Codaste por medio de postes de timón o aparejos, las bisagras de hierro permitieron por primera vez, unir el Timón a la longitud entera del Codaste en una forma permanente. No obstante, su potencial total, pudo únicamente realizarse después de la introducción del Codaste vertical y embarcación totalmente aparejada del siglo XIV. Desde la Era del Descubrimiento en adelante, las embarcaciones europeas con Timón de hembra y macho navegaron exitosamente en todos los siete mares. Varios consensos históricos consideran la tecnología de Timón de codaste en Europa y el Mundo Islámico, el cual fue introducido por viajeros en la Edad Media, que fue transferido desde China.
No obstante, Lawrence Mott en su Tesis Maestra estableció que el método de unión de Timones en los Mundos Chino y Europeo difieren uno del otro, llevándolo a dudar de la dispersión del sistema Chino de unión.
Todas las pruebas indican que los timones europeos montados en popa, cuyas especificaciones técnicas difieren considerablemente de las de los chinos, fueron inventados independientemente:
El único concepto que puede ser reclamado que se ha transmitido del chino es la idea de un timón montado en popa y no su modo de fijación ni la forma en que era controlado. A partir de esa idea de poner un timón en la popa se remontan a los modelos encontrados en tumbas egipcias, la necesidad de contar con el concepto puesto en el Medio Oriental es cuestionable en el mejor. No hay pruebas que apoyen la afirmación de que el timón montado en el codaste procedía de China y no es necesario hacer un llamamiento a fuentes exteriores para su introducción en el Mediterráneo.

#### Timones modernos
Timones convencionales han estado esencialmente sin cambio desde que Isambard Kingdom Brunel introdujo el timón de balance en el SS Great Britain en 1843 y el Motor de dirección en el SS Great Eastern en 1866. Si una embarcación requiere extra maniobrabilidad a baja velocidad, el timón debe ser suplementado por un impulsor maniobrable en la proa, o ser reemplazado enteramente por un impulsor azimutal.

## Expresión relacionada
- Timón a la vía: expresión que significa colocar la pala de timón sin ángulo de incidencia, es equivalente a "timón al medio".

## Imágenes de timones

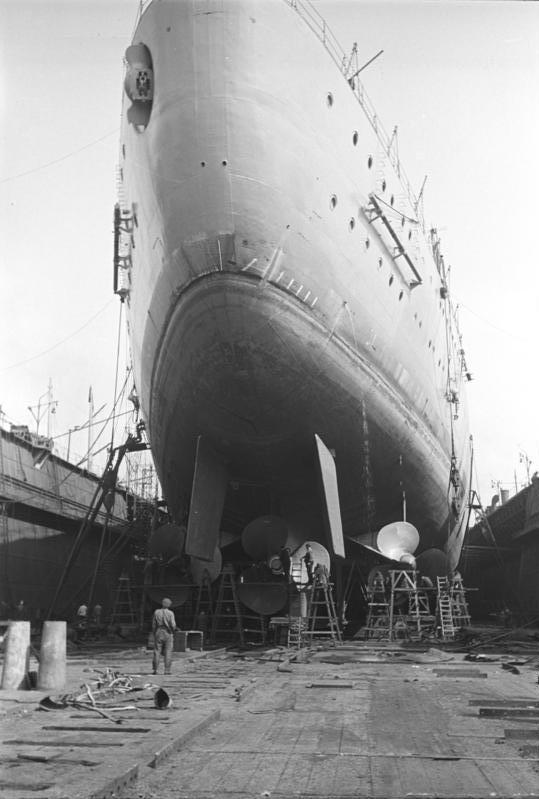
Doble timón de mecha del acorazado Bismarck.
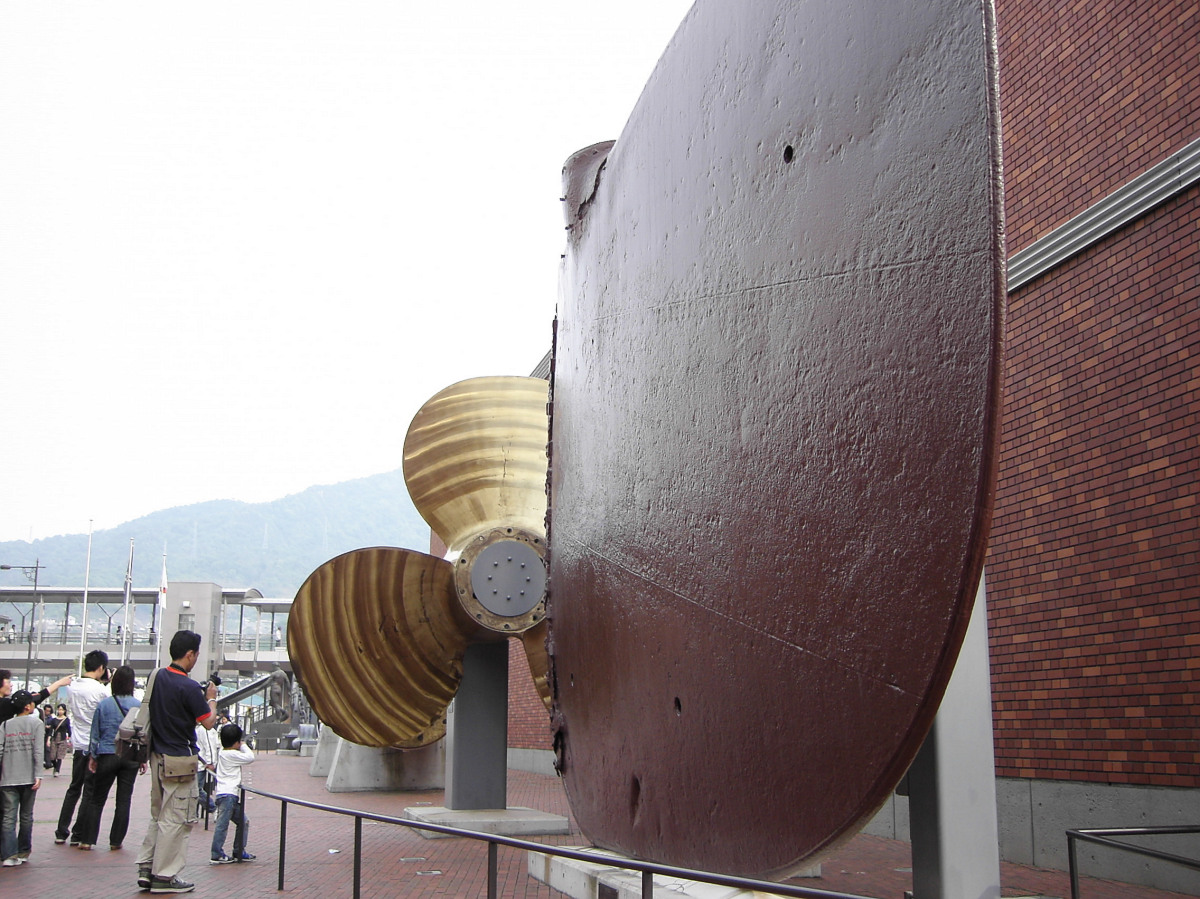
Timón del acorazado Mutsu.
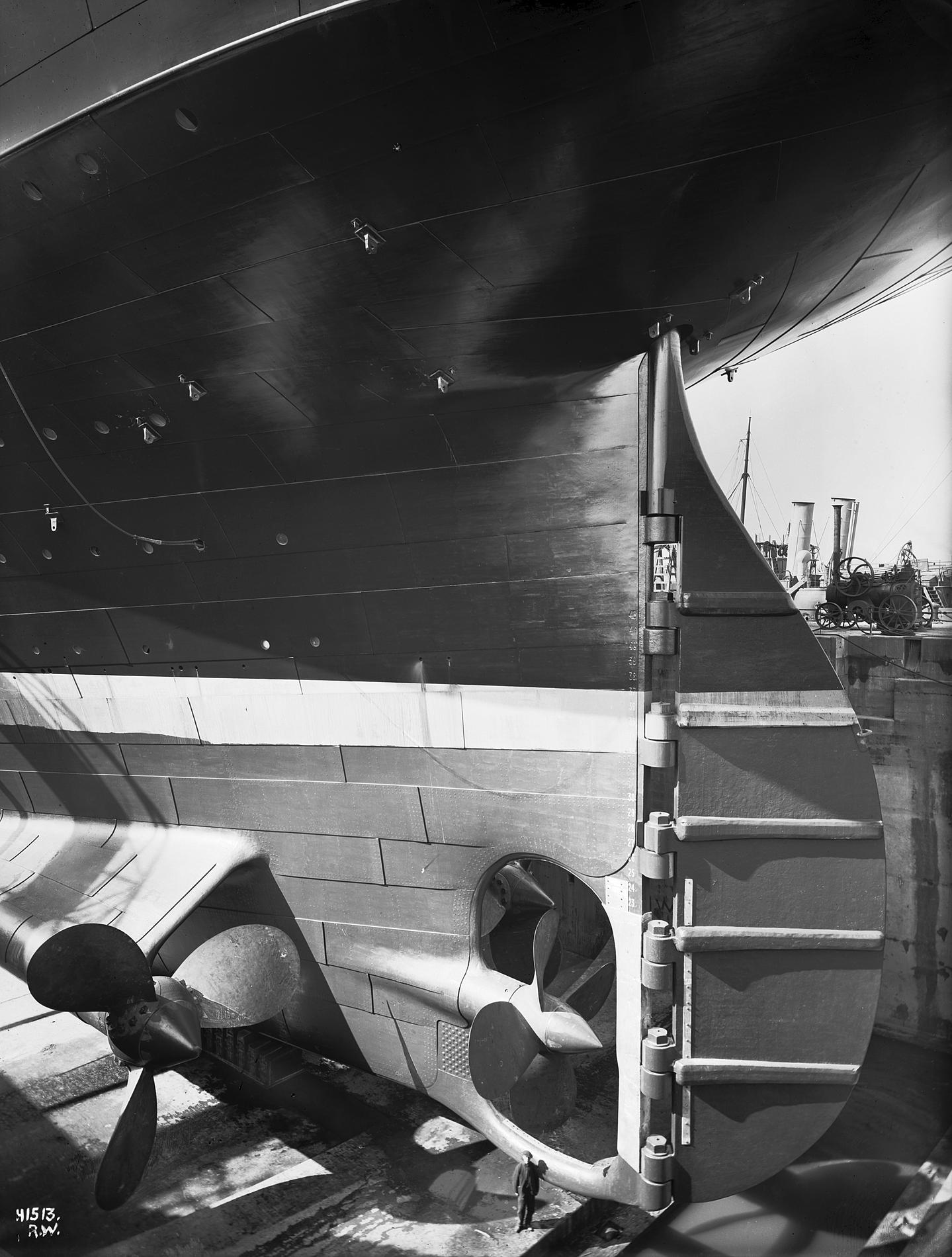
El timón de codaste del RMS Olympic, barco gemelo del RMS Titanic.
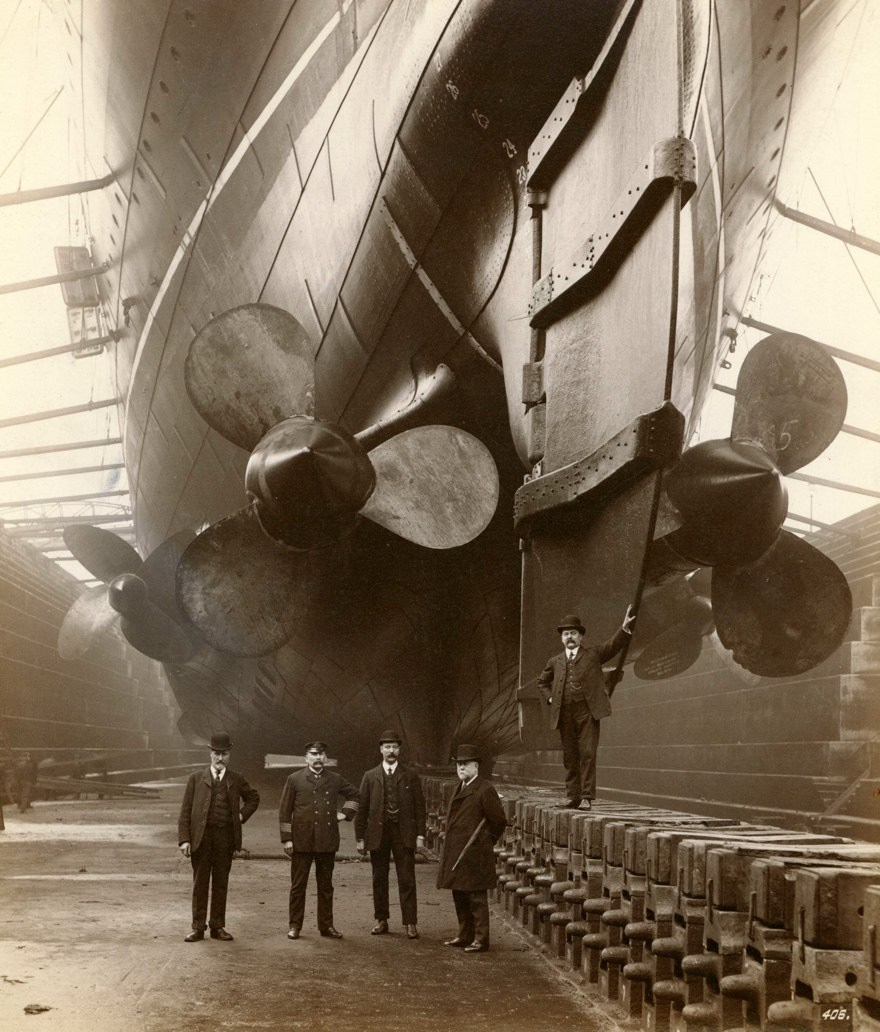
Timón del RMS Mauretania.
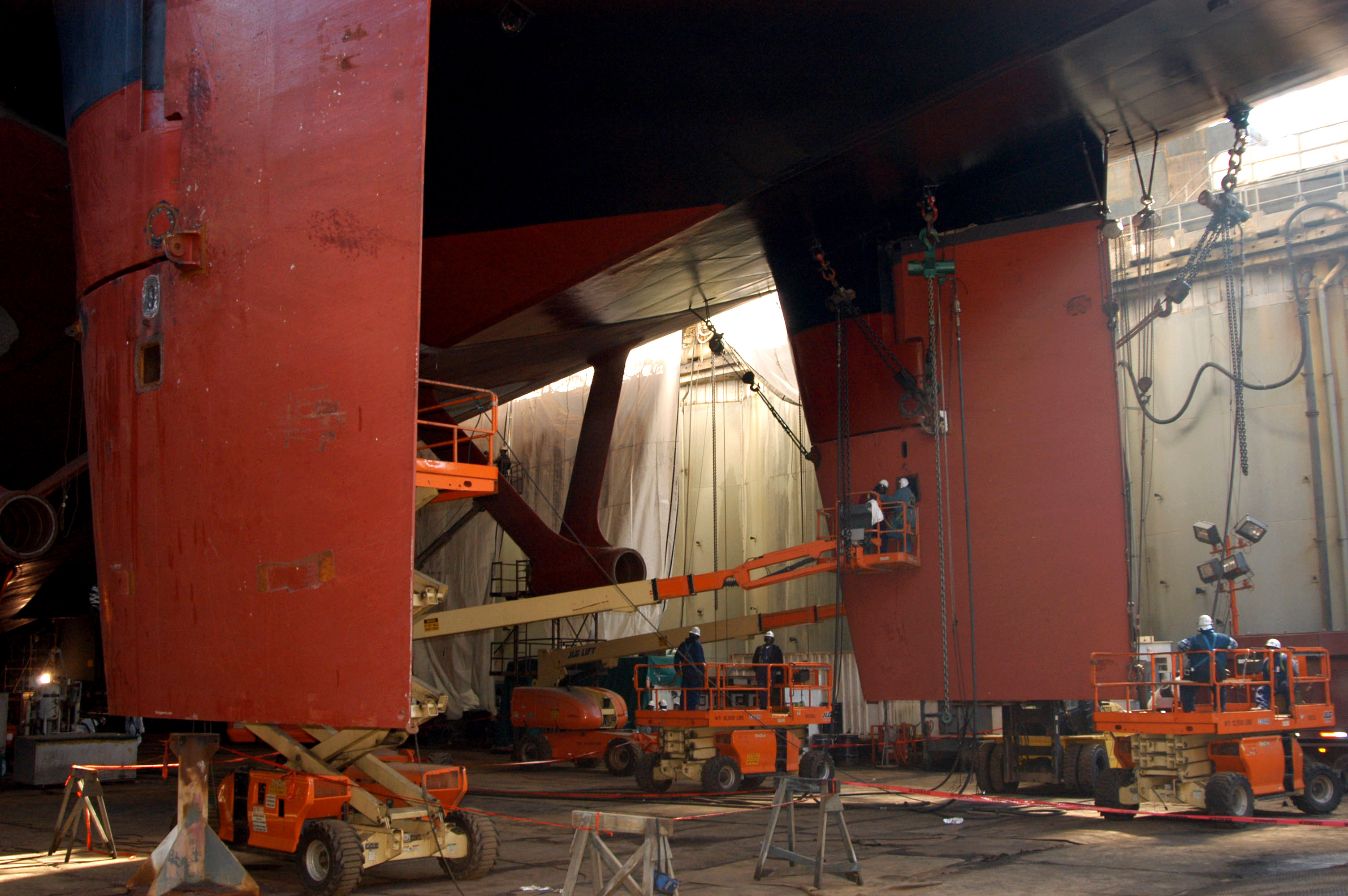
Doble timón del portaviones estadounidense USS Carl Vinson.
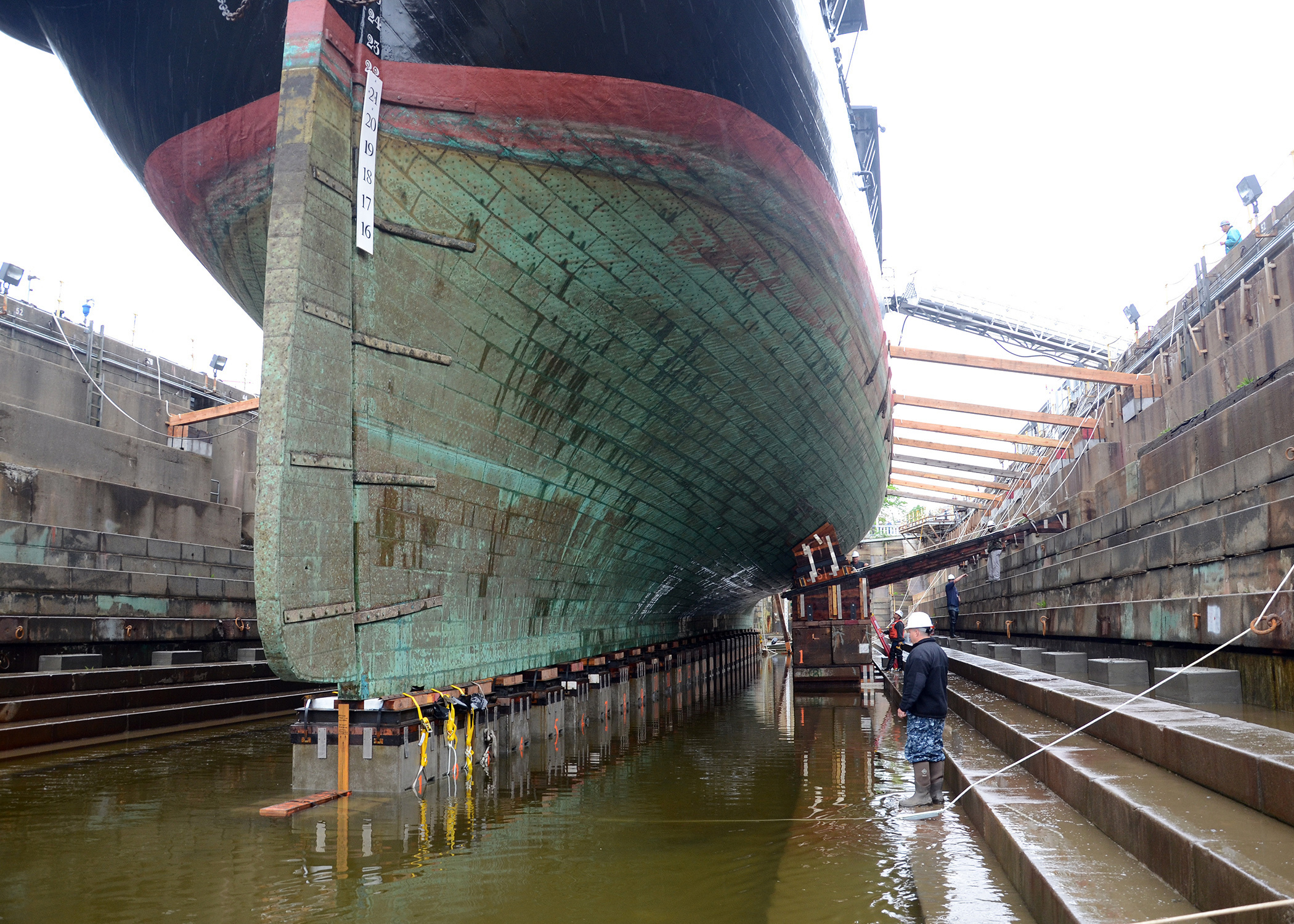
Timón del USS Constitution.
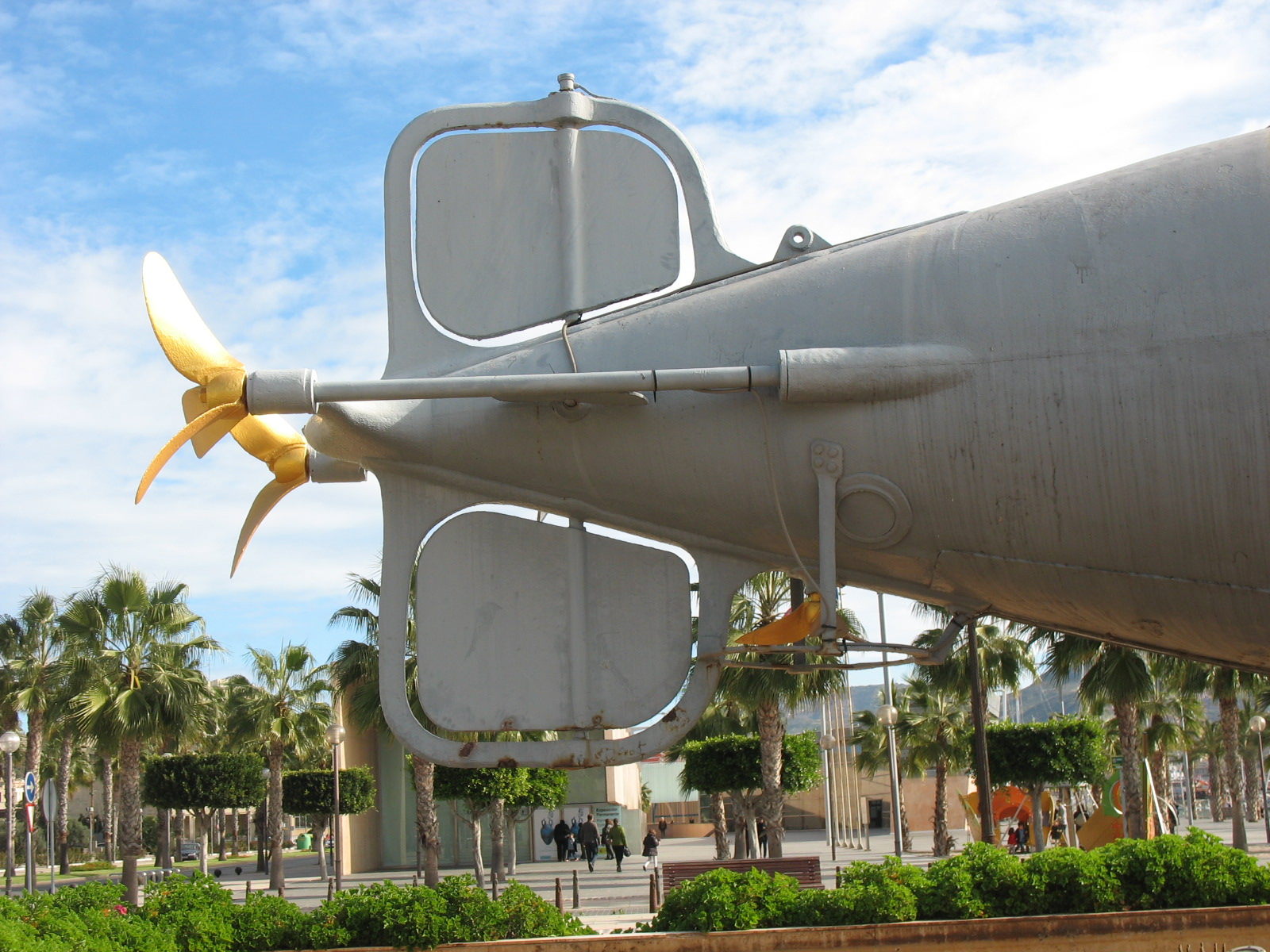
Sistema de doble timón compensado del submarino Peral.

### Timones de buque especiales
- Azipod
- Propulsor Voith Schneider (una combinación de unidad de propulsión y de dirección)
- Propulsor azimutal

### Otros
- Rueda de timón: común y erróneamente denominado timón, su acepción náutica es rueda de gobierno.

## Física aplicada
Una embarcación esta sometida a diferentes variables que afectan su maniobrabilidad, en el caso del timón operan las siguientes variables:  un flujo incidente (Vt) en m/s (corrientes oponibles), el área útil (ar) del timón en m2, la eslora de la embarcación (L) en metros, el ángulo de oposición del timón al flujo incidente (∅), velocidad de avance (∨) en nudos.  Al momento del giro del timón, se generan fuerzas hidrodinámicas que inciden en el centro de la embarcación haciéndola rotar sobre el centro de gravedad.

{\displaystyle Ct={\frac {K\cdot ar\cdot Vt\cdot \sin \theta }{0,2+0,3\cdot \sin \theta }}}

Donde:
- Ct= Carga en kg en el timón
- K = Constante de valor 41,35 en las unidades indicadas.
- Vt = Velocidad de flujo incidente en m/s.

El centro de presión en la pala del timón Cp estará a una distancia aproximada de:

{\displaystyle Cp=0,2+0,3\cdot \sin \theta \cdot at\,}

Donde:
- at = Longitud en m del timón

El momento evolutivo (Me) del timón representa su máxima eficacia en el giro de la embarcación y su modelo matemático es:
{\displaystyle Me={\frac {K\cdot ar\cdot Vt\cdot L\cdot sin\theta \cdot cosin\theta }{0,4+0,6\cdot \sin \theta }}}
Donde:
- L = Eslora en m
- El Me se expresa en kg.

Para timones convencionales el momento evolutivo, teóricamente, es máximo cuando el ángulo del timón es 45°. En la práctica se ha demostrado que se alcanza la máxima eficiencia con un ángulo menor de unos 35° de giro.